# Кевин Лаланд
Кевин Лаланд (рус. Кевин Лаланд, блр.  енгл. Kevin Lalande — Кингстон, 19. фебруар 1987) професионални је белоруски хокејаш на леду канадског порекла који игра на позицији голмана.
Члан је сениорске репрезентације Белорусије за коју је на међународној сцени дебитовао на светском првенству 2014. године. 
Током каријере играо је за Динамо из Минска, ЦСКА из Москве и Витјаз из Чехова у КХЛ лиги.